# エウヘロプス
エウヘロプス（Euhelopus）は前期白亜紀（1億2900万年前から1億1300万年前）に現在の中国、山東省に生息したティタノサウルス形類に属す竜脚類恐竜の属である。巨大な四足歩行の草食動物であり、成体では体重15-20 t、全長15 mほどと推定されている。頸部が非常に長い。多くの竜脚類と異なり、エウヘロプスは前肢が後肢より長い。初めて記載された中国の恐竜であり、古生物学上重要であった。

## 発見と命名

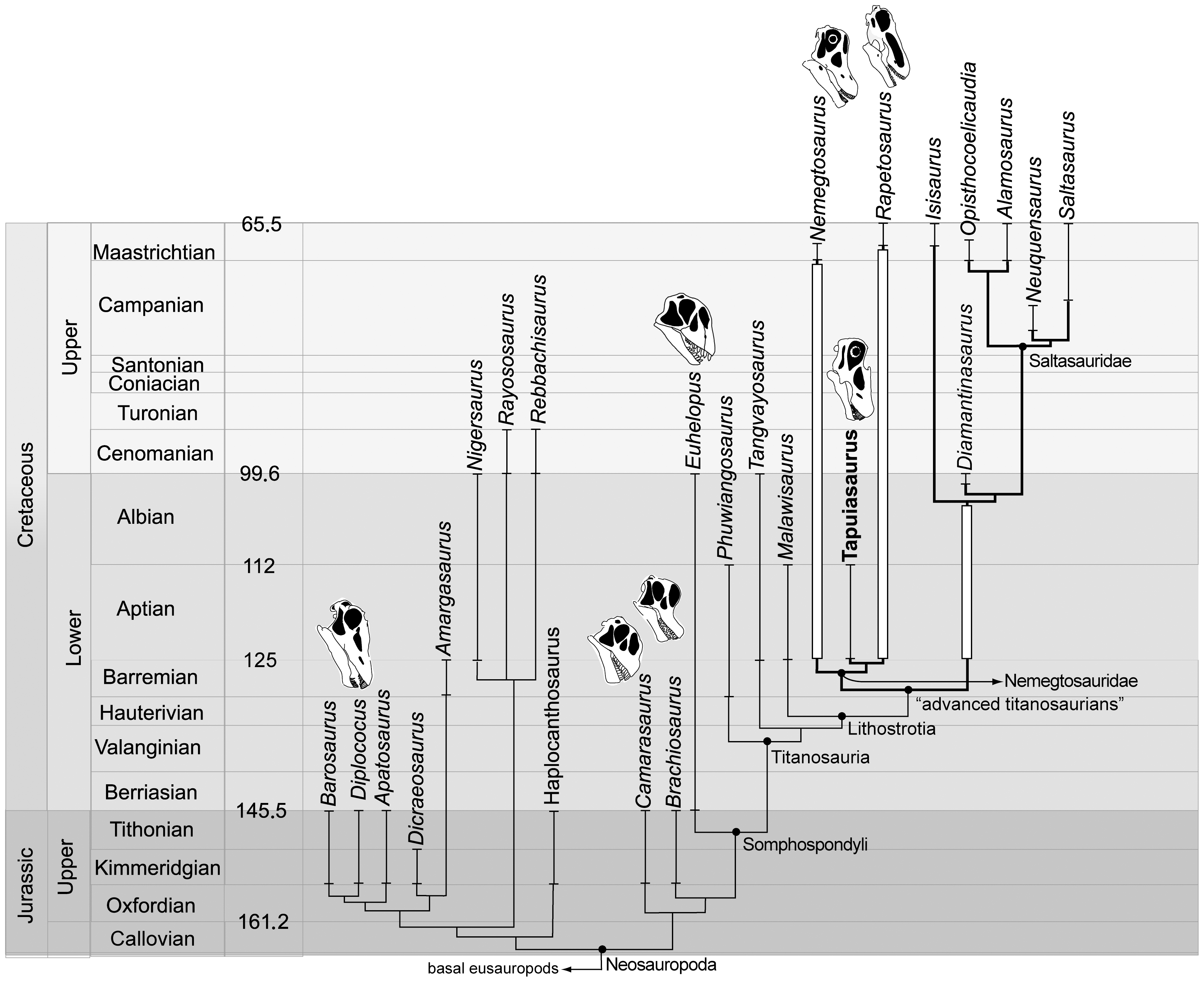
新竜脚類におけるエウヘロプスの位置を示したクラドグラム

1929年、初めはカール・ウィマン（en）により「沼の足」を意味するヘロプス（Helopus）と命名された。しかしこの名は既に鳥類の一種の名として既に使用されていたため、1956年アルフレッド・ローマー（en）によりエウヘロプス（Euhelopus）と改名された。この属名は草本植物に同じものがある。しかし、属名は1つの界で使われている名であっても他の界では使用できるため、エウヘロプスを使用することが出来る。

## 記載
タイプ種Euhelopus zdanskyiは標本PMU 24705 (以前は PMU R233)及び PMU 24706 (以前は PMU R234)に基づいて記載されている。標本PMU 24706は9個の関節した胴椎、仙骨、肋骨、ほぼ完全に近い骨盤、第5中足骨といくつかの趾骨を欠く右後肢で構成されている

## 分類
Wilson and Upchurch (2009)では分岐学的な評価の結果エウヘロプスは竜脚類のクレードであるエウヘロプス科（Euhelopodidae）に属すことが支持されている。このグループは地理的隔離によって生じた中国周辺独自のグループである。エウヘロプス科の単系統性については議論がある。エウヘロプスはティタノサウリア（Titanosauria）と系統的に近いことが論証されている。伝統的にはエウヘロプス、オメイサウルス、マメンキサウルス、シュノサウルスが単系統の"エウヘロプス科"であるとされてきたが、新しい系統解析では支持されていない。

### 独自の解剖学的特徴
記相（diagnosis）とはある生物（もしくは分類群）を全てのほかの生物から正確に識別するための解剖学的特徴である。記相となる特徴には固有派生形質（Autapomorphy）も含まれるがそれが全てではない。固有派生形質は生物（もしくは分類群）に固有の解剖学的特徴である。
Wilson and Upchurch (2009)に従えば、エウヘロプスは以下の特徴により識別される。
- 軸椎より後の頸椎には変化に富んだ 外関節突起（epipophysis）とより巧妙な“pre-epipopophysis” が前関節突起（prezygapophysis）の下に発達している
- 頸椎神経弓に外関節突起と前関節突起の気瘤を隔てる薄層がある
- 後部の頸椎の頸肋骨の肋骨結節（tuberculum）と肋骨頭（capitulum）に3つの骨棘がある
- 仙骨前方の中心付近の椎骨では神経棘が二分岐になっており、後方の胴椎には中突起（metapophysis）より大きい内側結節がある
- 中ほどから後方にかけての胴椎の傍突起（parapophysis）薄層と横突起（diapophysis）薄層が“K”の字形に並んでいる。
- 仙骨前方の含気部が腸骨まで広がっている

## 古生態学

### 発見地と年代
エウヘロプスのタイプ標本は中国、山東省、蒙陰累層（en）で1923年にOtto Zdanskyにより収集された。化石は前期白亜紀バレミアン期からアプチアン期（1億2900万年前-1億1300万年前）に堆積した緑黄砂岩および緑黄シルト岩に存在した。標本は現在スウェーデン、ウプサラにあるウプサラ大学古生物博物館に収蔵されている。化石の最初の発見は1913年にカトリック司祭メトレンス師によるもので、AnderssonおよびT'anにより1922年に再発見されている。

## 参照
1. 1 2 3  Wilson, Jeffrey A.; and Upchurch, Paul (2009). “Redescription and reassessment of the phylogenetic affinities of Euhelopus zdanskyi (Dinosauria:Sauropoda) from the Early Cretaceous of China”. Journal of Systematic Palaeontology 7 (2):  199–239. doi:10.1017/S1477201908002691.
2. 1 2  "Euhelopus." In: Dodson, Peter & Britt, Brooks & Carpenter, Kenneth & Forster, Catherine A. & Gillette, David D. & Norell, Mark A. & Olshevsky, George & Parrish, J. Michael & Weishampel, David B. The Age of Dinosaurs. Publications International, LTD. p. 70. ISBN 0-7853-0443-6.
3. ↑  “日本大百科全書(ニッポニカ)の解説”.   コトバンク. 2018年3月10日閲覧。
4. 1 2  H. C. T'an. 1923. New research on the Mesozoic and early Tertiary geology in Shantung. Geological Survey of China Bulletin 5:95-135

- Fastovsky DE, Weishampel DB (2005). “Sauropodomorpha: the big, the bizarre and the majestic”. In Fastovsky DE, Weishampel DB. The Evolution and Extinction of the Dinosaurs (2nd Edition). Cambridge University Press. pp. 229–264. ISBN 0-521-81172-4